# 蜜雪冰城

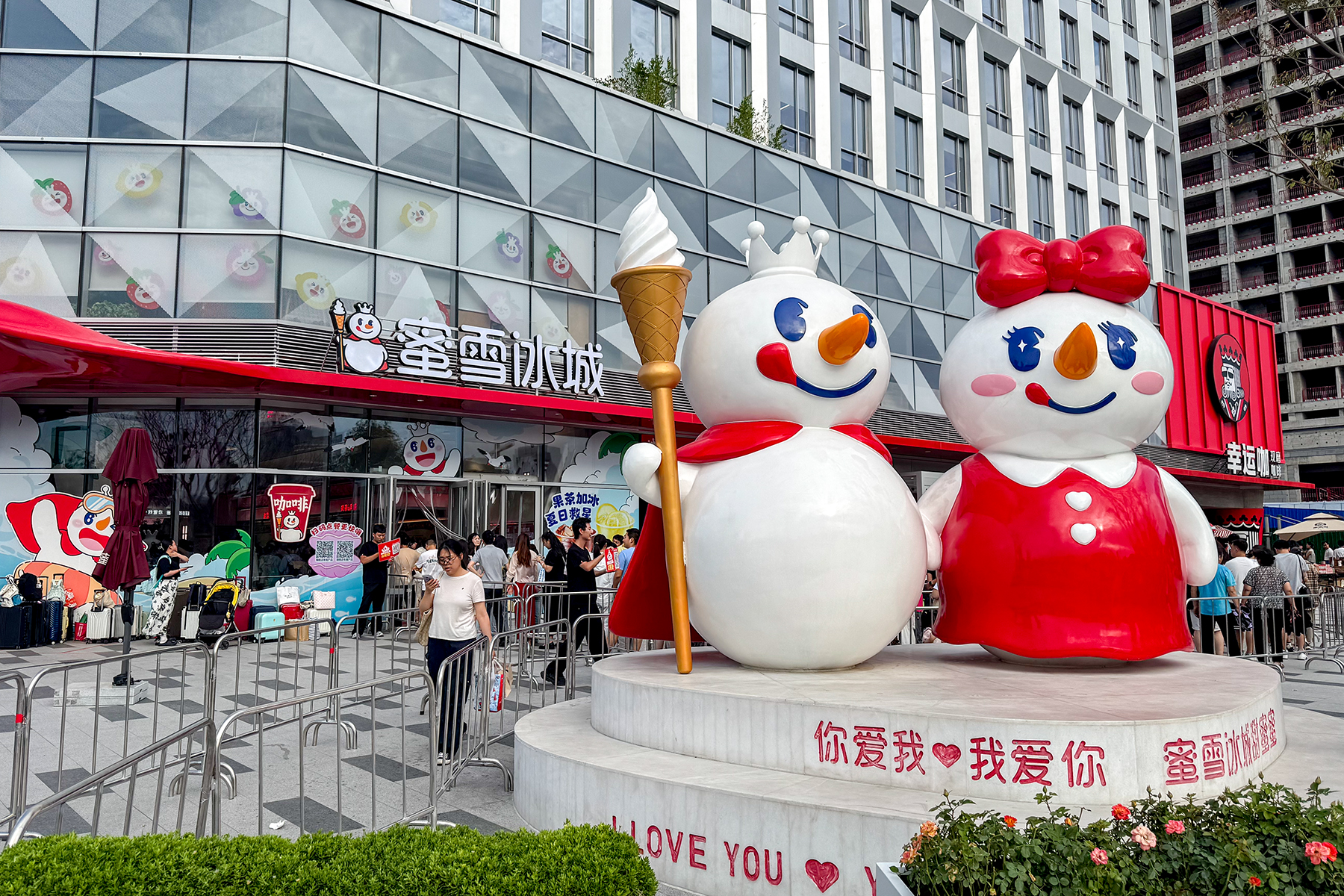
蜜雪冰城总部大楼前的吉祥物“雪王”

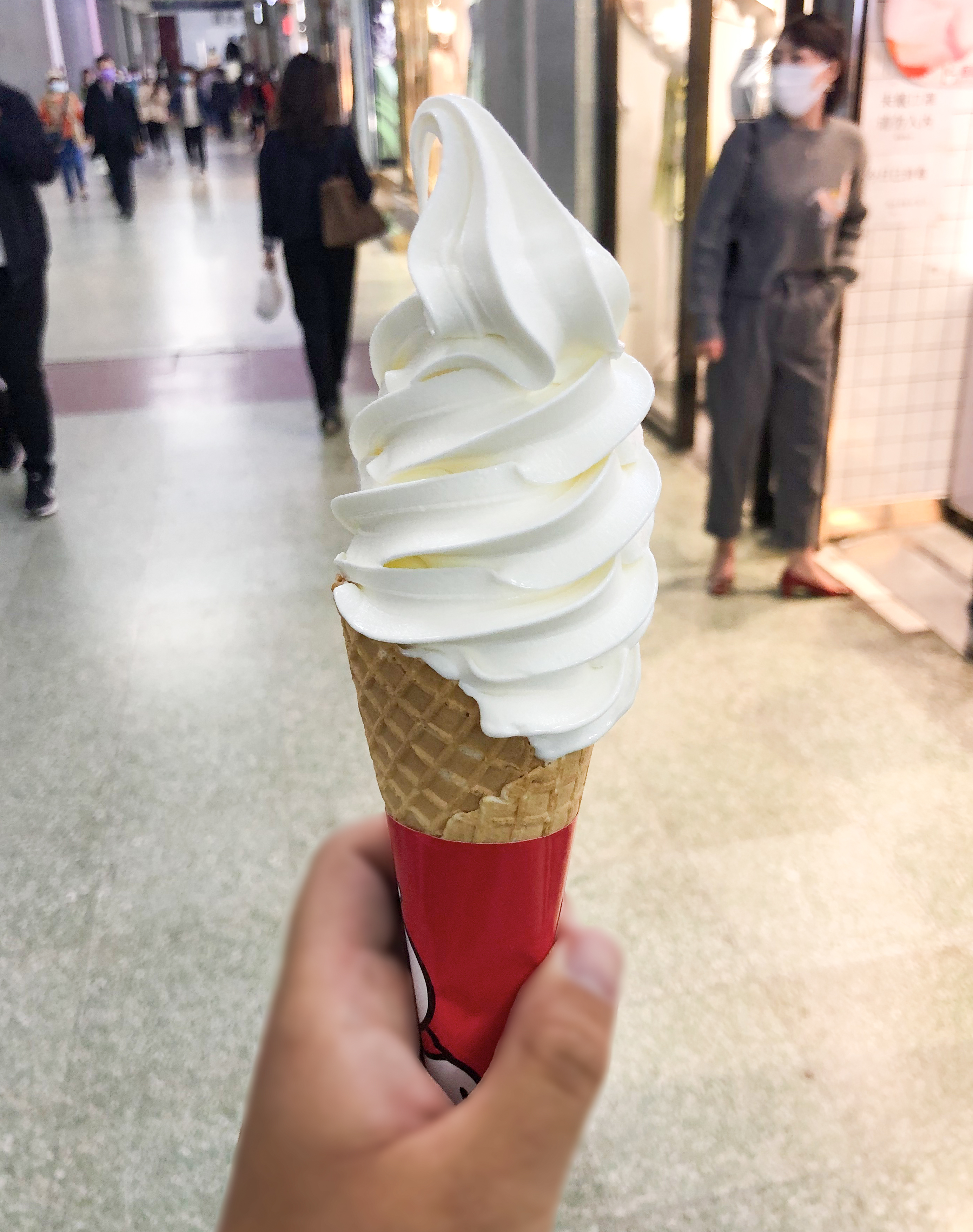
定价人民币3元的蜜雪冰城冰淇淋「摩天脆脆」

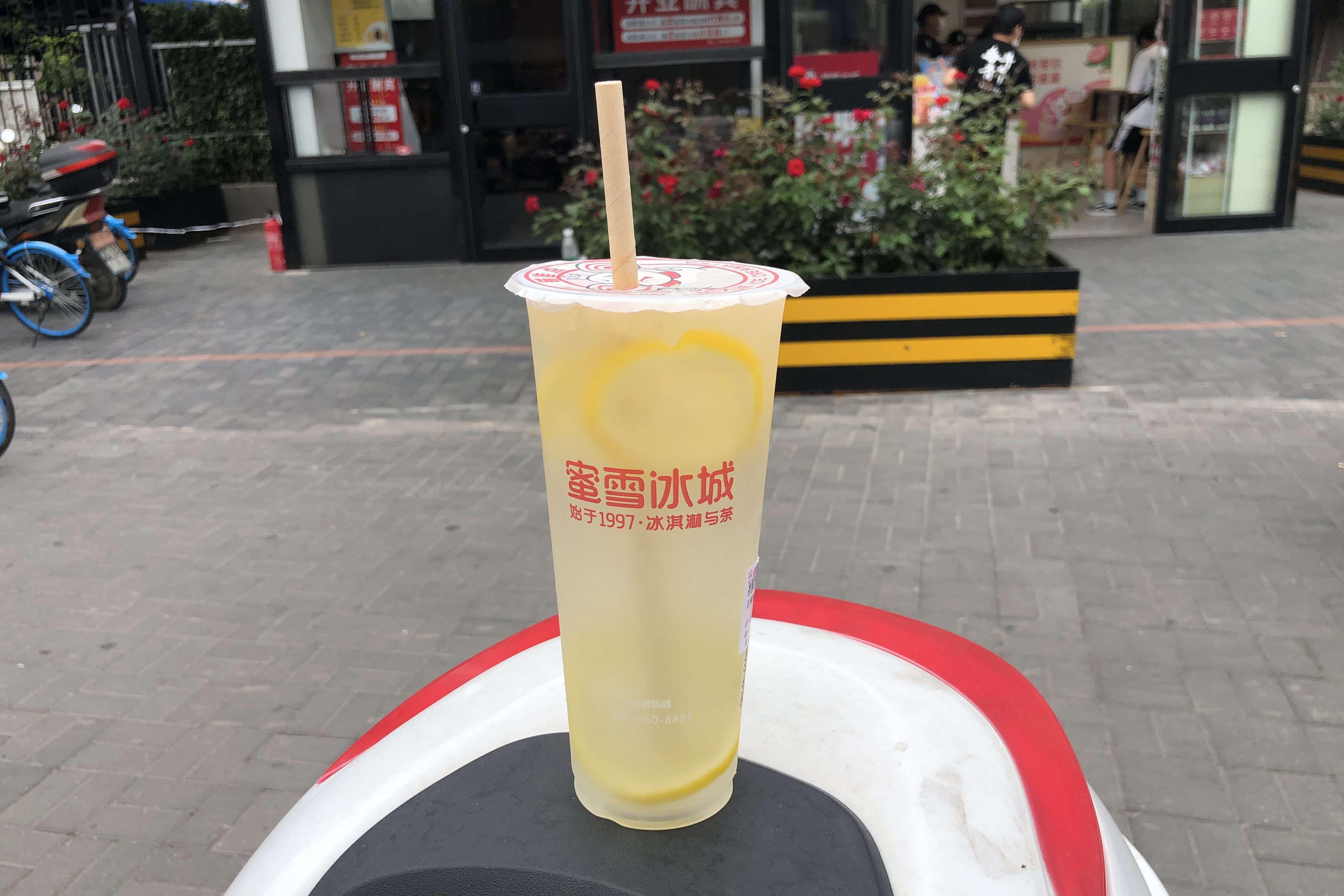
定价人民币4元的蜜雪冰城檸檬水

蜜雪冰城是中国大陆一家以冰淇淋、茶饮为主的连锁经营品牌，1997年创立于河南省郑州市，以高性价比为特色，门店遍布全中国大陆，特别是密集布局于一二线城市。除中国大陆外，蜜雪冰城于2018年开始在海外布局，海外门店主要集中于东南亚。截至2025年1月，蜜雪冰城全集团共拥有46479家门店，按照门店数排名是全球第一的餐饮连锁品牌，超过星巴克和麦当劳。

## 历史

### 初期發展
1997年6月，就讀河南财经学院的大一学生张红超为了减轻家庭负担，在郑州燕庄兼職摆摊卖冷饮，冷飲攤的名字叫「寒流刨冰」。
1999年4月，改在門店開業，創立了第一家“蜜雪冰城”，后因遇到拆迁，多次转移地址经营。
2003年，轉型為“蜜雪冰城家常菜馆”。
2006年，重回冷饮市場，在菜馆开设“蜜雪冰城超级冰堡”。
2007年春天，第一家冰淇淋店在东风路开业。

### 公司化
2008年春，在文化路注册成立“郑州蜜雪冰城商贸有限公司”，冰淇淋加盟店达到180余家。当时公司的股东为张红超和吕涛，分别持股60%和40%:64。
2010年，公司更名为“郑州两岸企业管理有限公司”，同时吕涛所持的40%股权额全部转让给张红超，公司亦改为一人独资企业:65。
2012年，成立「河南大咖食品有限公司」，实现核心原料自产化。
2014年，在焦作温县建立仓储物流中心，在全国範圍內推行物流免运费政策，得到快速发展。
2015年元旦，公司入驻金水区文化路与北环交叉口瀚海·北金商务中心，拥有四千余平米的5A甲级写字楼。
2016年12月5日，张红超将其持有的两岸有限50%的股权转让给其弟张红甫，自此改为兄弟持股:65。
2018年，新建450亩的两岸集团产业园；越南首家门店在河内开业。同年11月，公司与营销公司华与华合作，推出以头戴王冠、身披红色披风、手持冰淇淋甜筒权杖的白色雪人形象“雪王”，成为其吉祥物；之后蜜雪冰城从品牌形象到门店设计、物料周边，全部围绕“雪王”符号来制定，甚至门店打烊后，都能在卷闸门上看到巨大的“雪王”。
2020年6月22日，蜜雪冰城通過官方微博宣布全球門店突破一萬家，同時也是中國首家門店破萬的茶飲品牌。同月，该公司设立员工持股计划青春无畏与始于足下。2020年12月，蜜雪冰城整体改制为股份有限公司:70，同时获得了美团龙珠、高瓴资本集团、CPE源峰的投资。
2020年，蜜雪冰城于印度尼西亚开设分店，位于万隆的Cihampelas Walk购物中心。
2021年9月29日，蜜雪冰城在河南证监局进行辅导备案。
2022年2月，蜜雪冰城于马来西亚和新加坡开设分店，起初于马来西亚吉隆坡开设2间、新山1间分店。同年9月22日，蜜雪冰城的A股上市申请获中国证监会受理。招股书显示，蜜雪冰城2021年营业收入为103.51亿元，较上年同期增长121.18%。截至2022年3月末，蜜雪冰城公司共有门店数量22,276家，门店数量位居中国现制茶饮行业第一，其门店网络已覆盖中国境内31个省份、自治区、直辖市和境外的越南、印尼等国家。除蜜雪冰城外，公司还拥有现磨咖啡连锁品牌“幸运咖”和现制冰淇淋连锁品牌“极拉图”（该品牌已出售）。由于2023年中国内地全面实行证券市场注册制，原先计划在深交所上市的蜜雪冰城未平移申报，因此上市计划暂时搁浅。
2022年11月23日，蜜雪冰城正式在韩国首尔中央大学附近开设分店，12月2日，蜜雪冰城深夜在小红书账号MIXUE.Japan上宣布即将在日本开设分店，位置锁定在了日本东京表参道。
2023年2月，蜜雪冰城在悉尼和布里斯班開設在澳洲的首兩個分店，墨爾本分店則正在籌備當中。
2023年12月18日，蜜雪冰城開設香港首間分店，選址位於旺角彌敦道銀行中心廣場地鋪。
2024年1月2日，蜜雪冰城正式向香港交易所递交招股书。但首次递交未进入聆讯环节导致申请文件失效，上市计划也随之搁置，直至2025年1月再次递表。中国证监会于2025年1月6日核准蜜雪冰城的境外上市备案。
2024年7月12日，蜜雪冰城開設澳門首間分店，選址位於澳門中區佳富商業中心。
2025年2月14日，蜜雪冰城通过上市聆讯。在之后的公开发售环节，蜜雪冰城的融资认购金额突破1.83万亿港元，打破此前由快手创下的1.2万亿港元融资纪录。3月3日，蜜雪冰城在港交所上市，首日开盘价每股262港元，收报每股290港元，总市值近1100亿港元。截至2025年5月23日，蜜雪冰城的市值达到2046亿港元，股价较上市之初涨幅超150%。

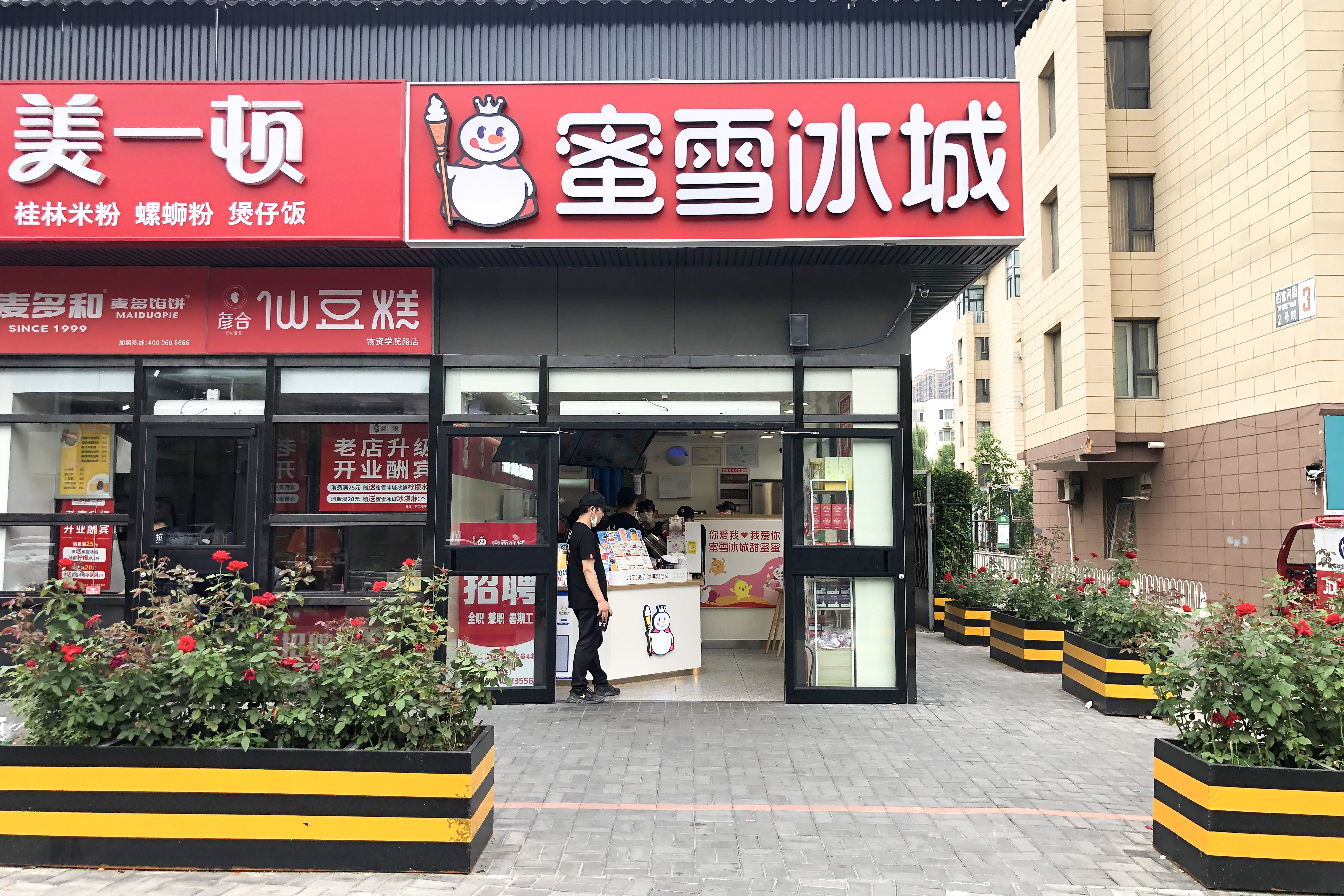
蜜雪冰城中国北京物资学院路店，店内写有其广告语“你爱我，我爱你，蜜雪冰城甜蜜蜜”
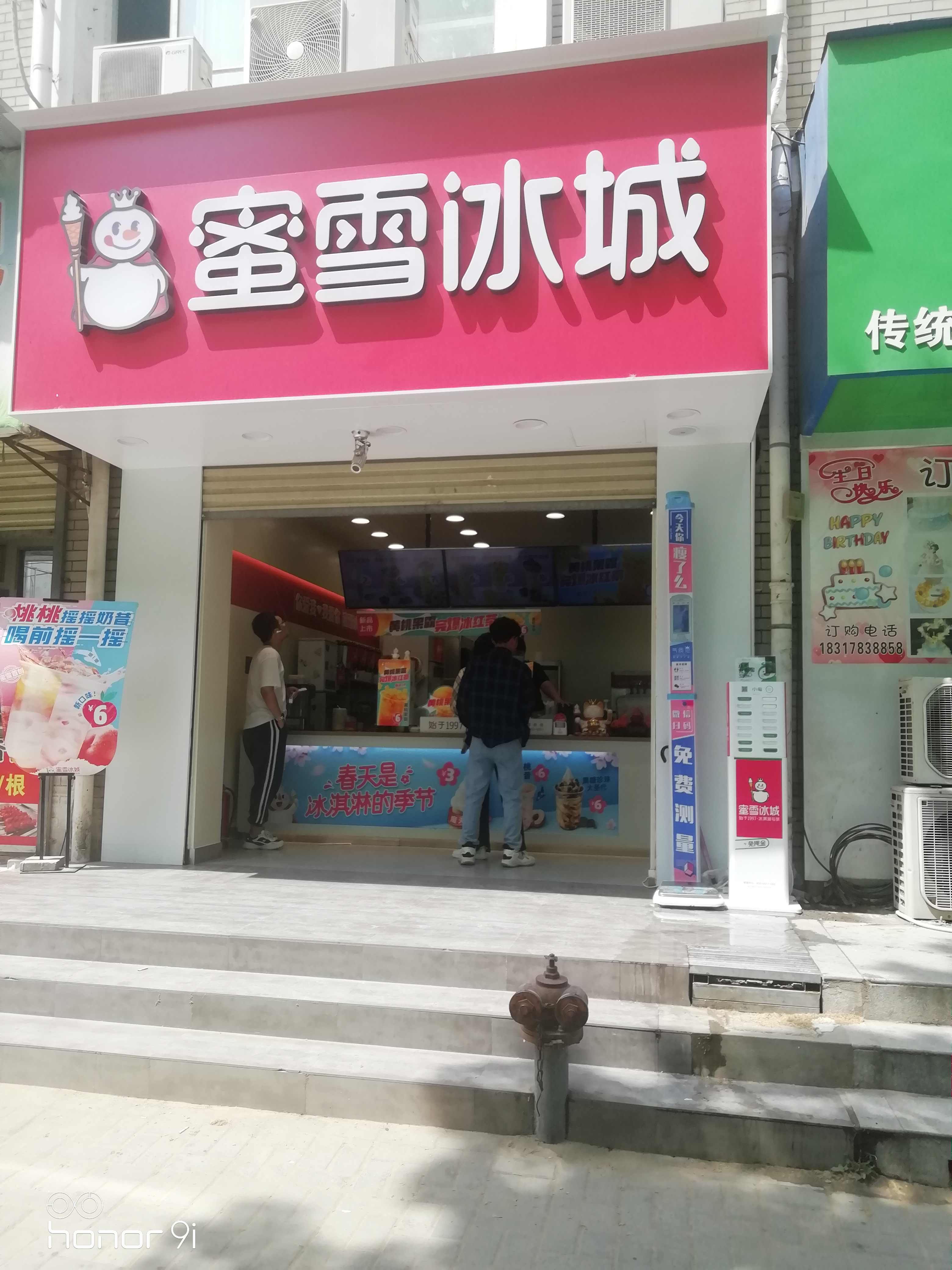
中国河南开封大学校内的一家蜜雪冰城店
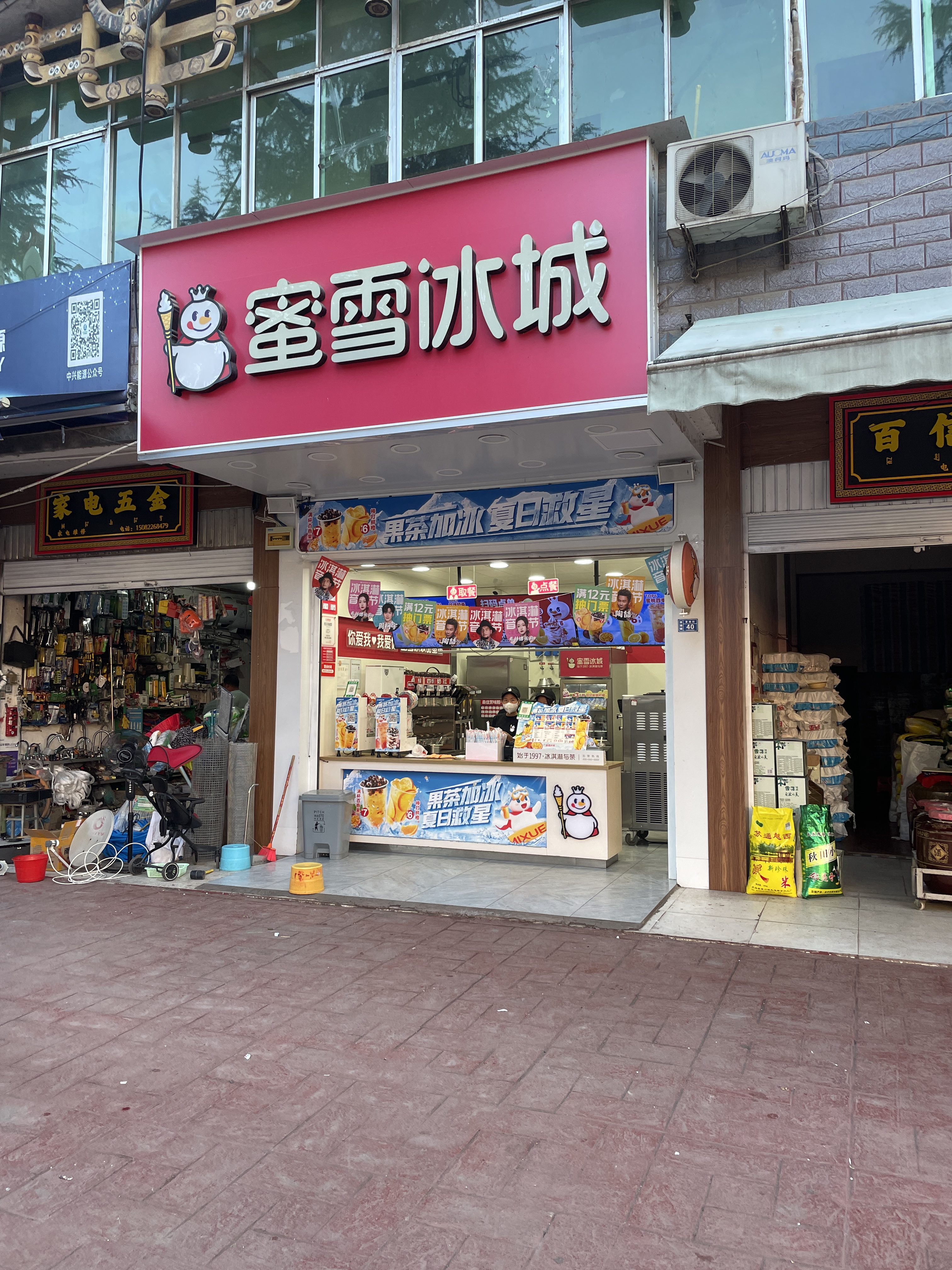
中国凉山州普雄镇的一家门店
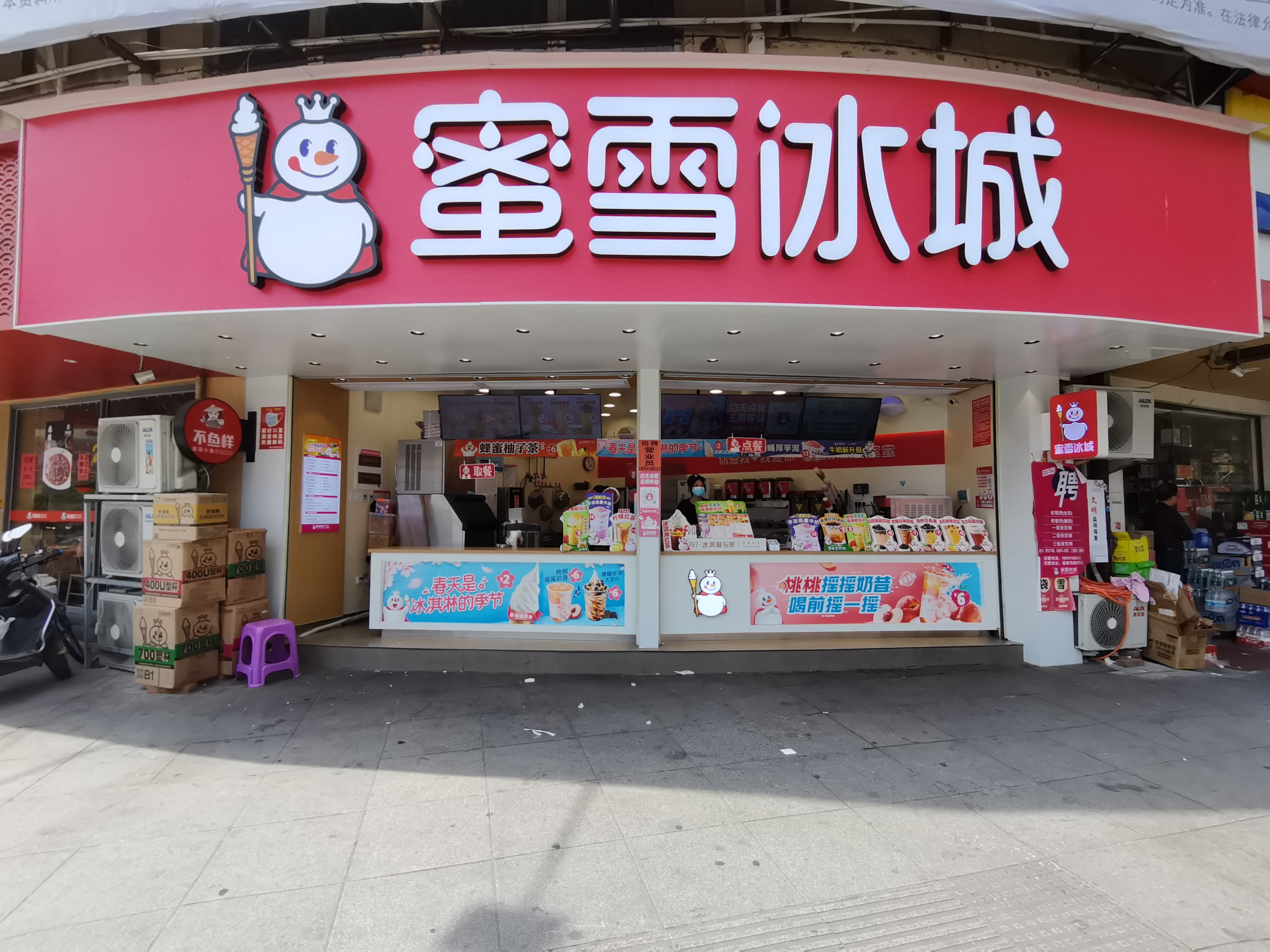
位于中国福鼎宛亭路的蜜雪冰城门店
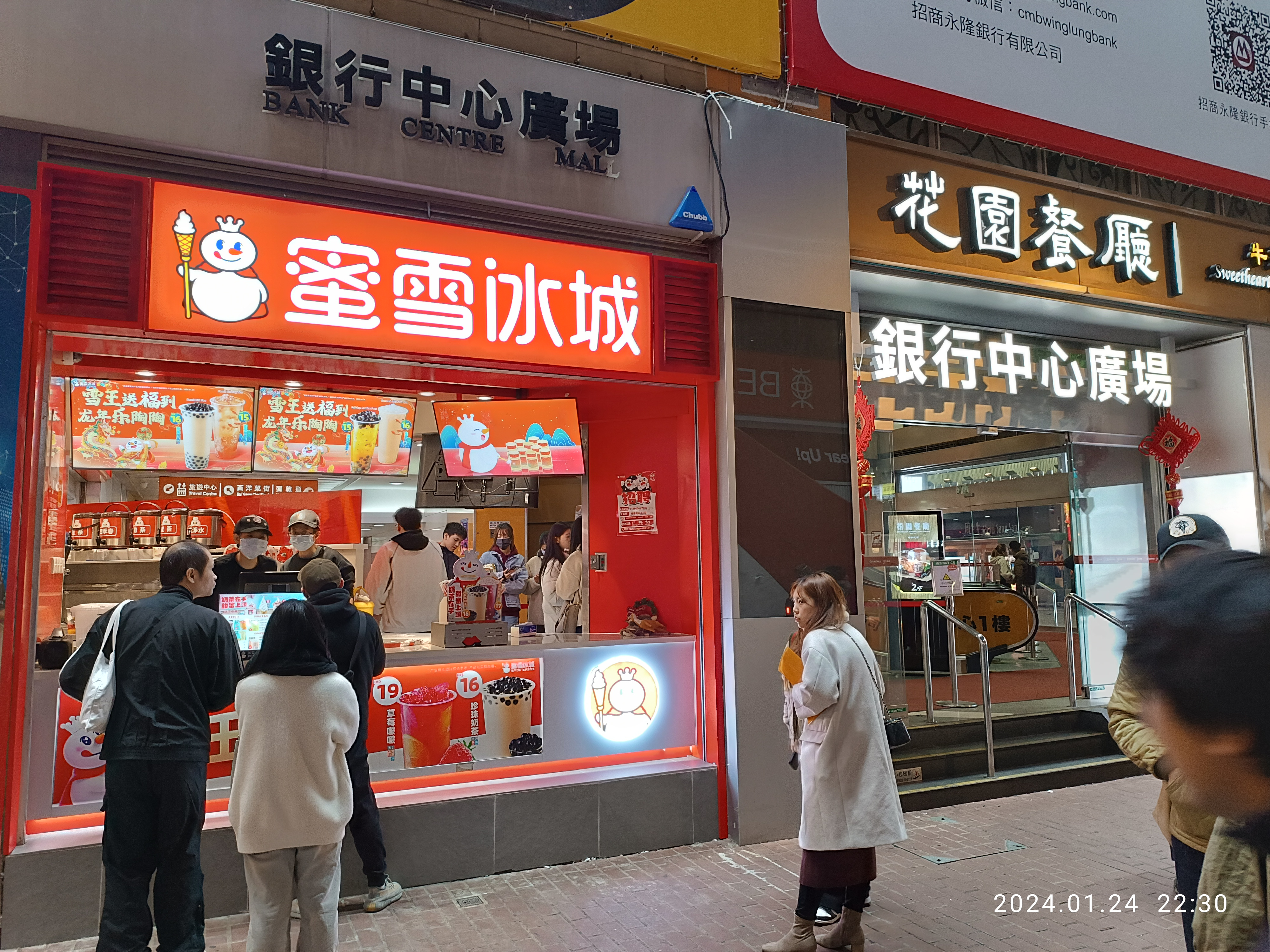
位于香港旺角彌敦道銀行中心廣場地鋪的门店
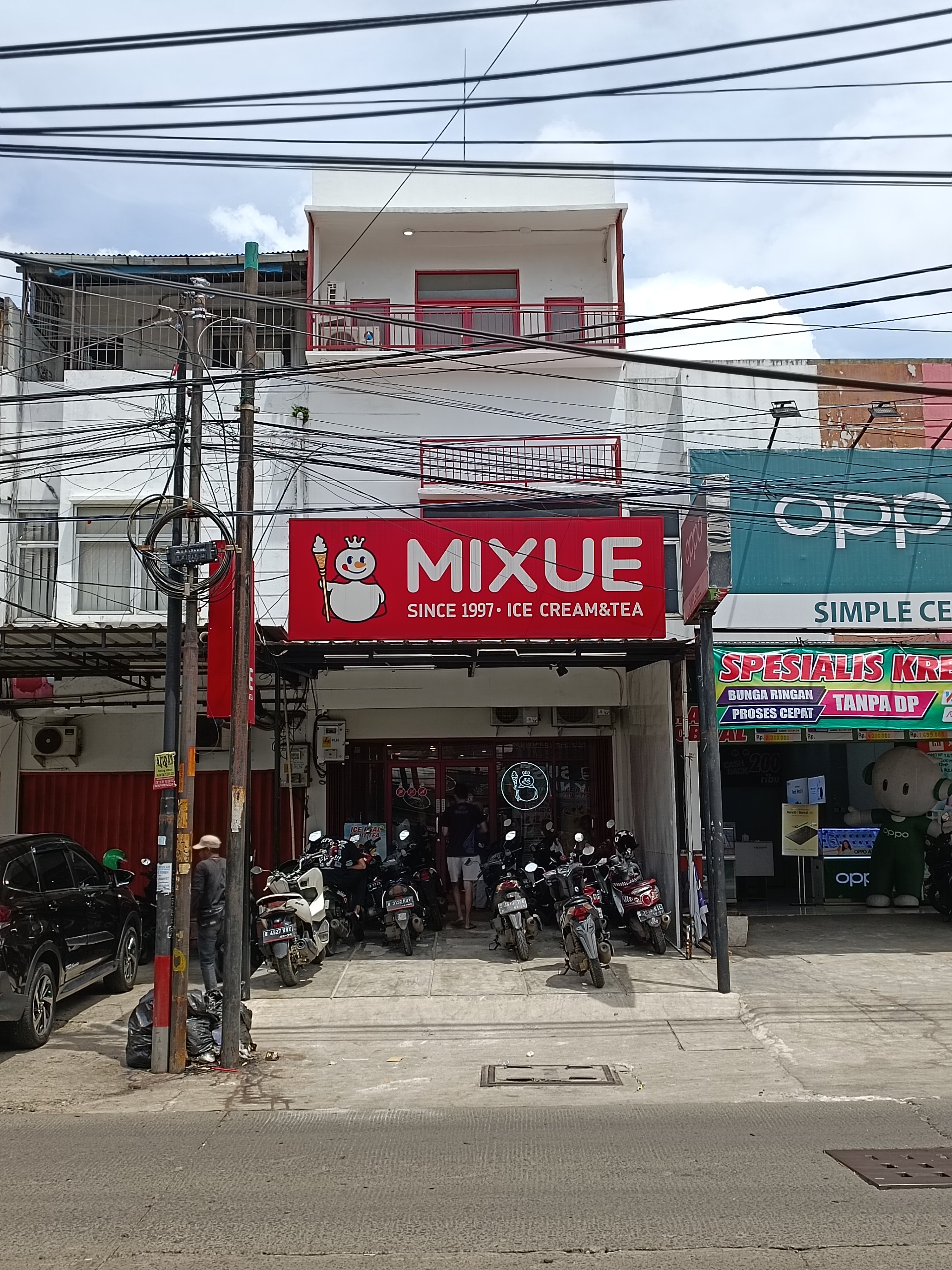
印尼西爪哇的一家分店
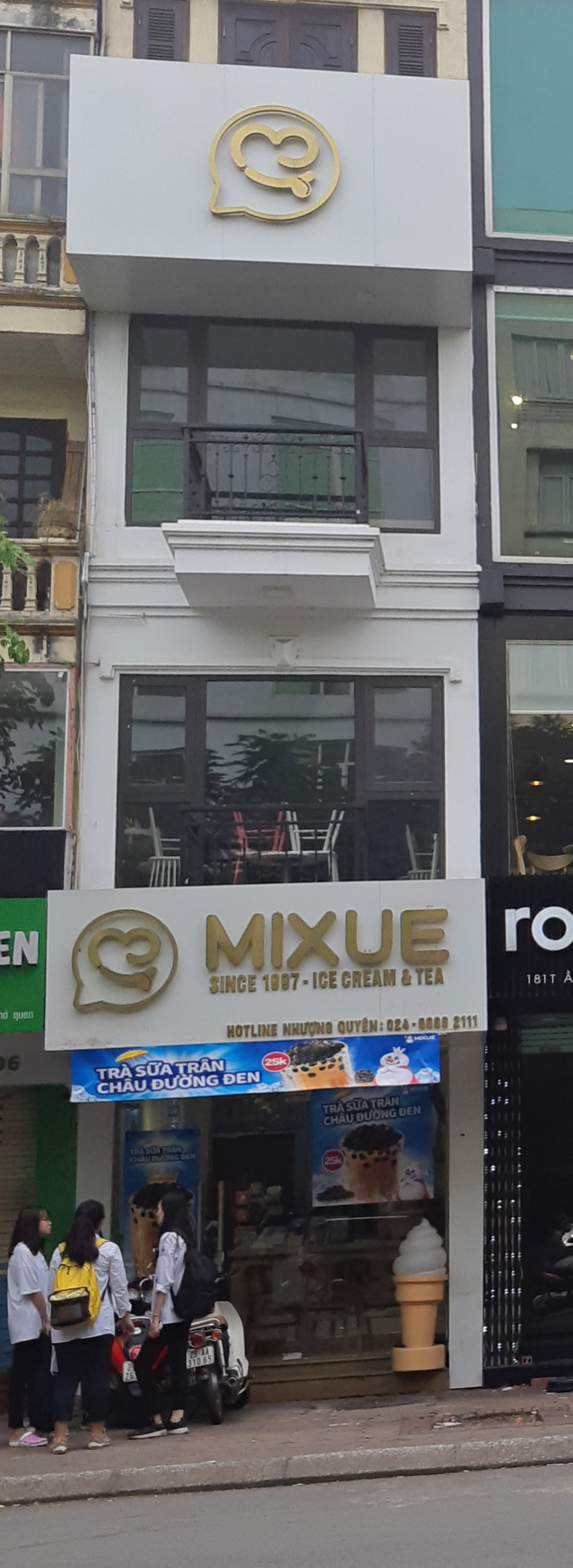
越南河内二徵夫人郡的一家门店
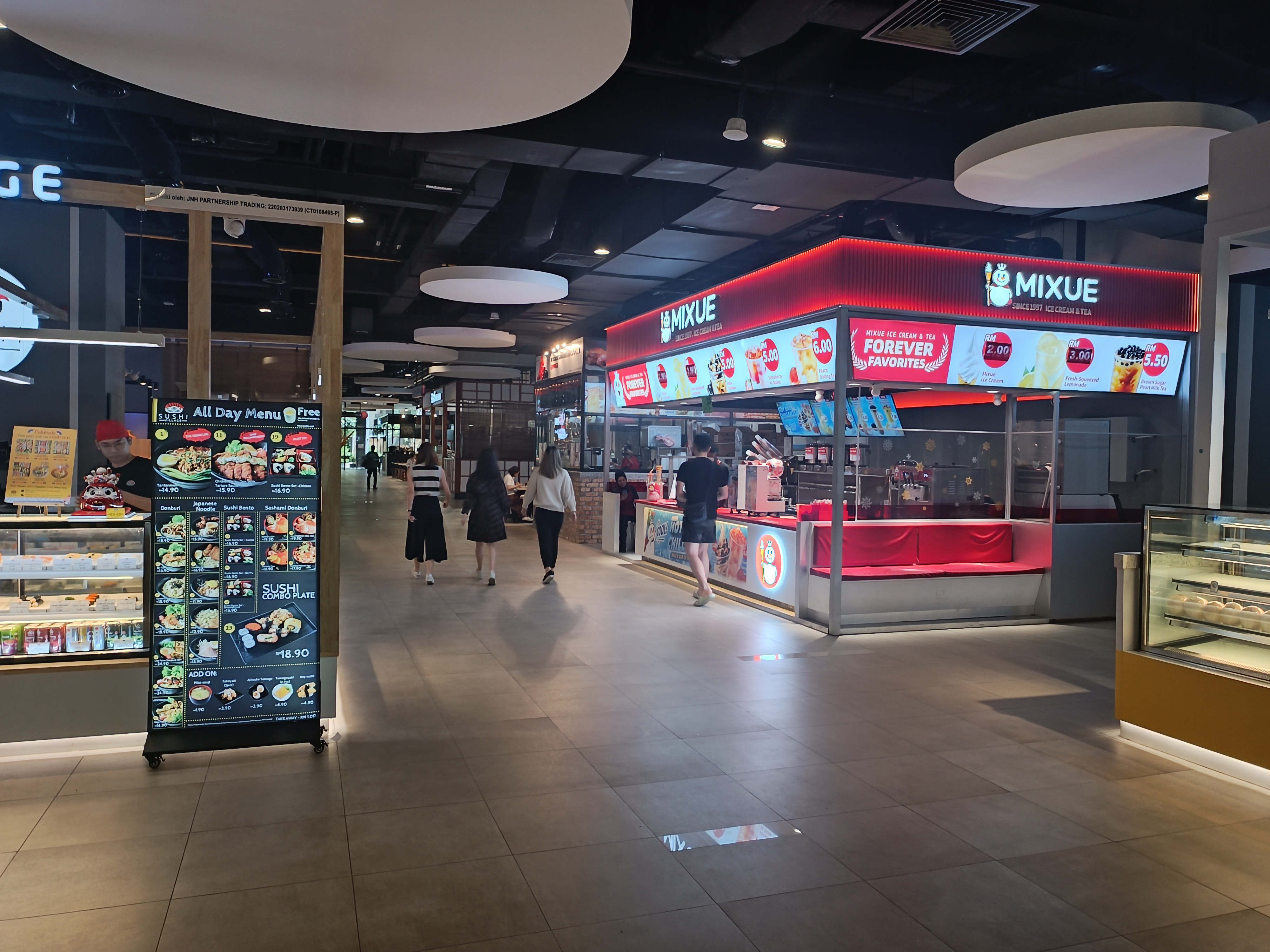
马来西亚吉隆坡的一家分店
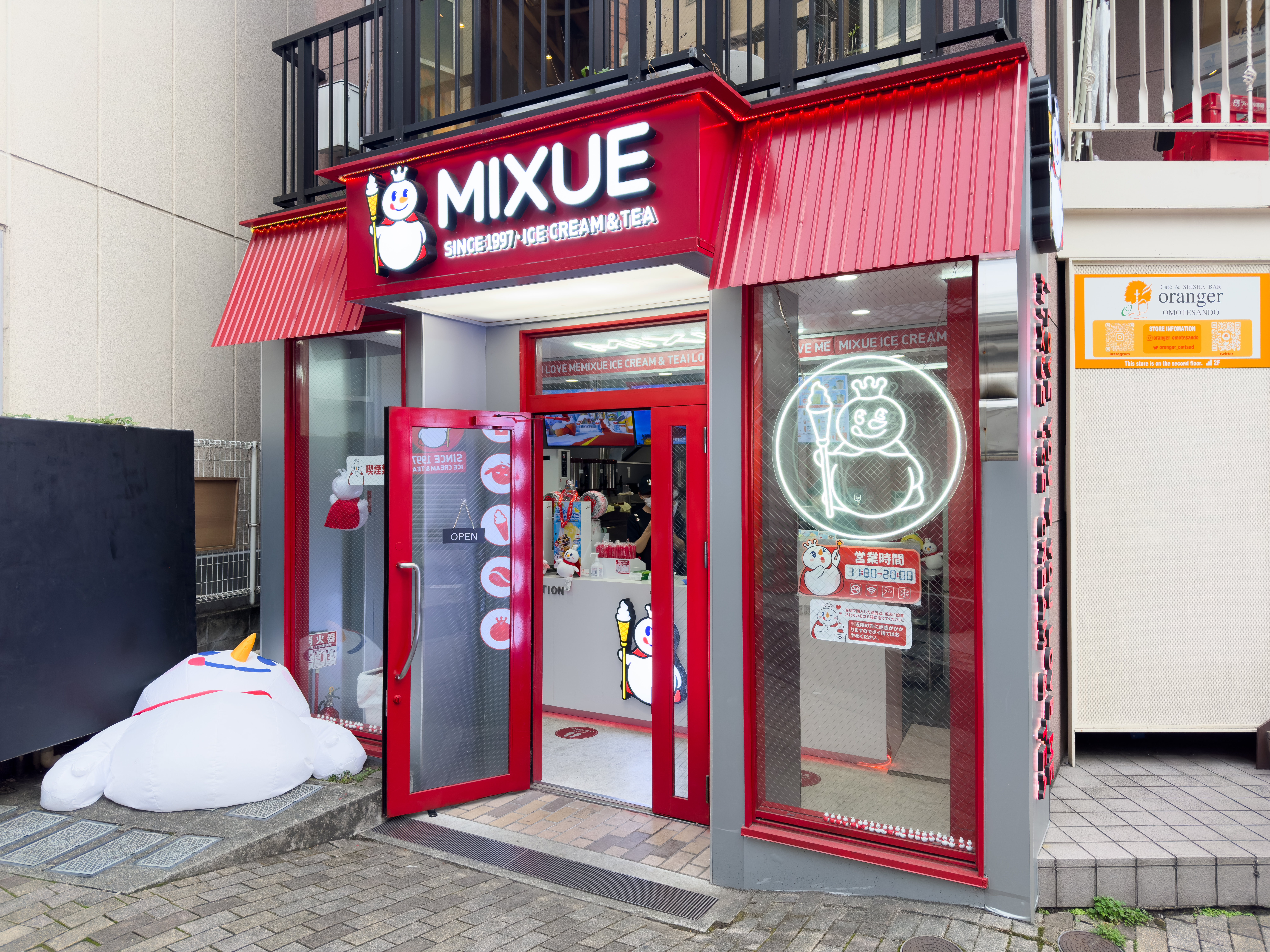
日本東京表參道店
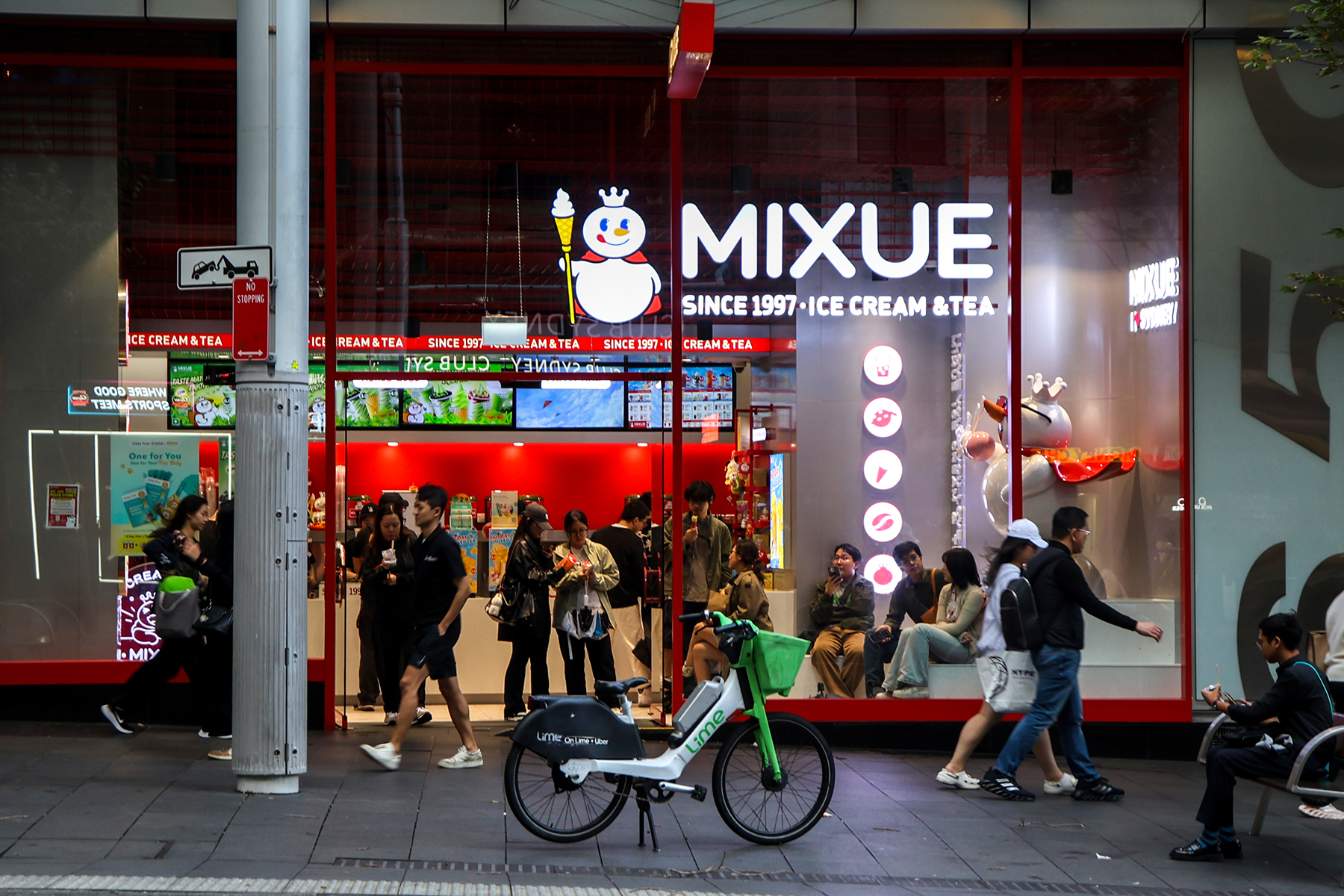
澳大利亚悉尼市中心的一家门店

## 主要产品
旗下的标志性品牌“魔天脆脆”销往越南。

## 主题曲
2021年6月3日，蜜雪冰城官方在哔哩哔哩发布了改编自美国乡村民谣《哦，苏珊娜》的“你爱我，我爱你，蜜雪冰城甜蜜蜜”主题曲MV，该主题曲随即被众多网友二次创作成各种衍生版本，并成为在中國爆红的一个网络迷因。该主题曲的新版后于2022年发布。

## 新聞事件

### 食品安全
2021年5月14日，蜜雪冰城旗下门店郑州永安街店、济南大观园店、武汉马湖商业街店被媒体曝光存在篡改开封後的纯牛奶、红豆罐头、燕麦罐头等食材的日期标签，以及使用隔夜奶浆、奶茶半成品的食品安全问题。5月15日，蜜雪冰城通过官方微博发布致歉声明，责令涉事门店停业整顿。全国多地市场监管部门针对蜜雪冰城开展专项整治行动，河南省市场监督管理局下发了《在全省餐饮服务环节对蜜雪冰城篡改开封食材效期、过夜奶浆仍使用等行为开展专项检查的通知》。郑州蜜雪冰城35家门店被责令限期整改，3家门店立即停业整改，9家被当场下达行政处罚决定书。沈丘县内20家蜜雪冰城门店，有14家存在虚构开封时间、卫生条件不合格等问题。江苏张家港市对全市蜜雪冰城门店进行突击检查，结果7家门店均有不规范操作，其中一家门店涉嫌篡改开封食材日期标签。
2022年8月29日，河南郑州一女子称喝蜜雪冰城茶包时发现数只虫子和虫卵。蜜雪冰城表示會尝试跟顾客联系，沟通解决。後續又有多名民眾喝到蟑螂並未得到店家處理。
2023年3月，《新京报》报道称，2022年11月中旬至12月上旬，新京报记者随机应聘进入江苏南京市的两家蜜雪冰城门店，发现其使用应废弃食材、偷工减料、用工不签劳动合同等诸多问题。截至2023年3月14日，蜜雪冰城仅在黑猫投诉平台上的各类投诉案例达到4435条，近30天则为105条，主要为食品安全问题。
2023年9月，鄭州一男子在蜜雪冰城點了一杯蜜桃四季春，随后發現饮料裡面有蜘蛛，即向店員理論，但處理方式消極。公司随后回应称，当事门店正接受调查，在调查完毕之前，该门店将无限期停业。
2024年6月，蜜雪冰城位於內地的一間分店被拍到有男員工於水池洗腳，內媒記者詢問該門店具體地址，客服回應稱暫不清楚。涉事分店已被要求關閉整改，但未知該店位置。
2025年3月14日，湖北经视“3·15特别报道”曝光蜜雪冰城宜昌市门店食品安全问题，包括使用未放雪柜的隔夜柠檬和橙子切片、卫生状况恶劣，甚至奶茶杯盖上出现飞虫。市场监管部门随即对涉事门店立案调查，发现违规存放原材料。店长辩称无法24小时监管。
2025年6月9日，香港食物环境卫生署食物安全中心发文称，蜜雪冰城沙田好运中心店冷冻甜品样本被检出大肠杆菌群及细菌总数超出法定标准，中心已就违规事项通报涉事门店，下令停售并销毁涉事产品，并对门店负责人及员工进行食品安全与卫生知识培训，要求门店进行全面清洁消毒。

### 违法使用童工
2022年4月2日，天台县蜜雪冰城饮品店因违法使用童工，遭到当地综合行政执法局处罚1.25万元。同年7月，聊城市茌平县蜜雪冰城饮品店因违法招用童工被处罚5000元。
2023年4月，牡丹江市东安区蜜雪冰城饮品步行街中店和蜜雪冰城劝业场店因违法雇佣童工工作7日，被处以5000元罚款。

### 产品口味
2024年6月，蜜雪冰城推出的新品“糯香柠檬茶”引发广泛讨论。部分消费者认为其味道独特、带有糯米清香，但也有不少人形容其味道怪异，类似“脚臭味”或“抹布水”。客服表示，消费者口味各异，“如果顾客觉得不好喝，建议不要购买”；其官方微博回应称，饮品中的特殊气味源自天然糯米香叶。

## 另見
- 《雪王驾到》
- 《雪王之奇幻沙州》